# Họ Cà niễng râu ngắn

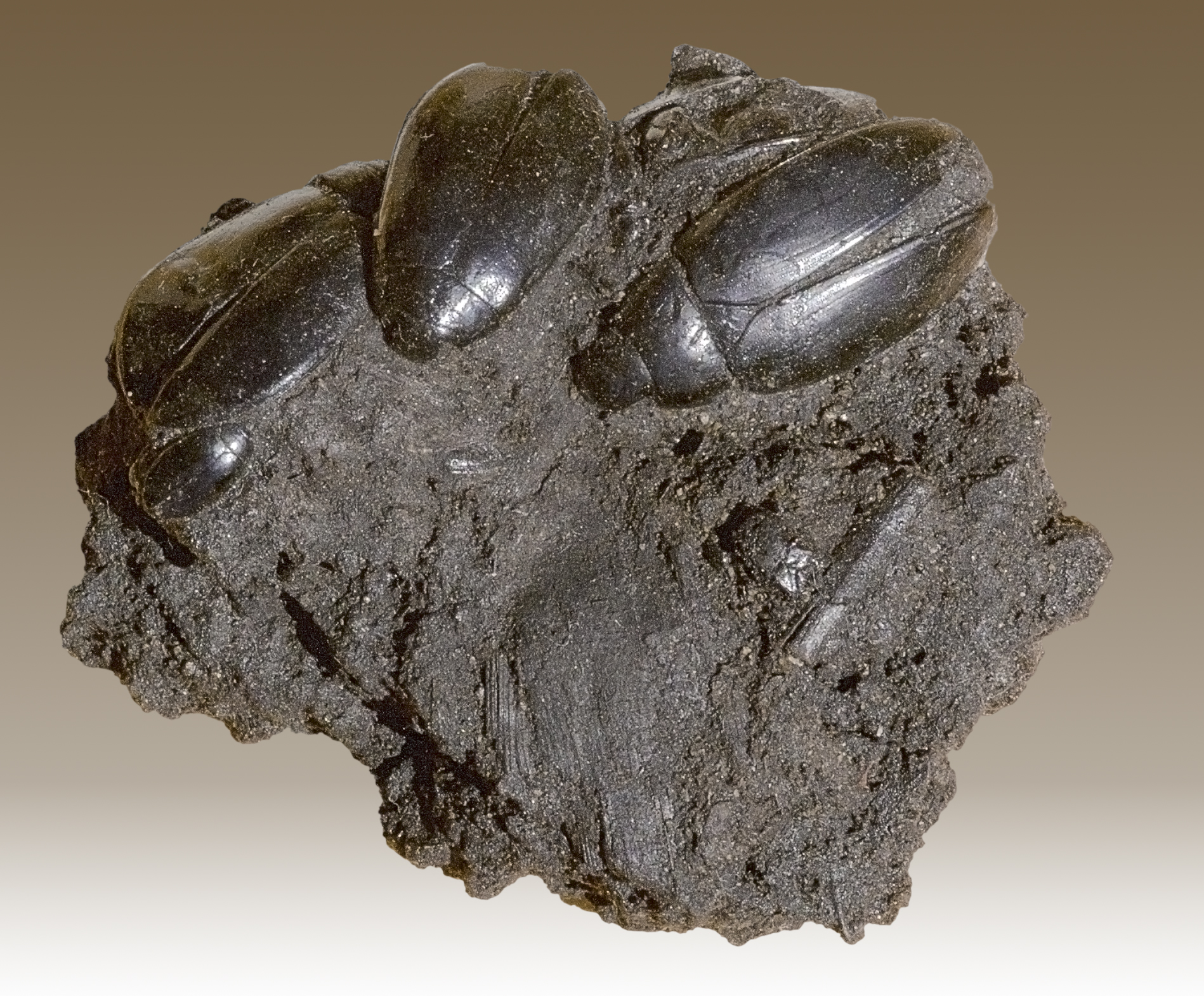
Hóa thạch của Hydrophilus sp.

Họ Cà niễng râu ngắn hay niềng niễng, (danh pháp khoa học: Hydrophilidae), là một họ bọ cánh cứng chủ yếu sống thủy sinh. Các loài cà niễng râu ngắn đáng chú ý vì các tua cảm hàm trên dài, dài hơn cả râu của chúng. Một vài nhóm trước đây coi là các phân họ trong họ này hiện nay đã được nâng cấp lên thành các họ riêng biệt như Epimetopidae, Georissidae (= Georyssinae), Helophoridae, Hydrochidae và Spercheidae (= Sphaeridiinae). Một số trong các nhóm này chủ yếu là bọ cánh cứng sống trên cạn hay bán thủy sinh.
Ngoại trừ vài ngoại lệ là động vật ăn xác chết thì ấu trùng của chúng là động vật săn mồi trong khi các cá thể trưởng thành có thể là động vật ăn cỏ hay động vật săn mồi, ngoài việc ăn xác chết. Nhiều loài có khả năng phát ra âm thanh.
Các loài của chi Hydrophilus được coi là động vật gây hại trong các ao ương trứng cá. Các loài khác ăn ấu trùng muỗi và có tiềm năng trở thành các tác nhân kiểm soát sinh học.
Danh lục công bố năm 1999 của M. Hansen liệt kê 2.803 loài trong 161 chi, nhưng nó bao gồm nhiều đơn vị phân loại hiện nay xếp trong các họ khác.

## Các chi
Danh sách dưới đây liệt kê 48 chi có trong EOL
- Agna
- Ametor
- Anacaena
- Berosus
- Cercyon
- Chaetarthria
- Chasmogenus
- Coelofletium
- Coelostoma
- Crenitis
- Cryptopleurum
- Cyclotypus
- Cycrillum
- Cymbiodyta
- Dactylosternum
- Deltostethus
- Derallus
- Enochrus
- Helobata
- Helochares
- Helocombus
- Hemiosus
- Heteryon
- Horelophopsis
- Horelophus
- Hydramara
- Hydrobiomorpha
- Hydrobius
- Hydrocassis
- Hydrochara
- Hydrophilus
- Laccobius
- Limnoxenus
- Megasternum
- Nitiduloides
- Noteropagus
- Omicrus
- Oocyclus
- Oosternum
- Paracymus
- Paraoosternum
- Pelosoma
- Phaenonotum
- Phaenostoma
- Sperchopsis
- Sphaeridium
- Tectosternum
- Tropisternus

## Hình ảnh

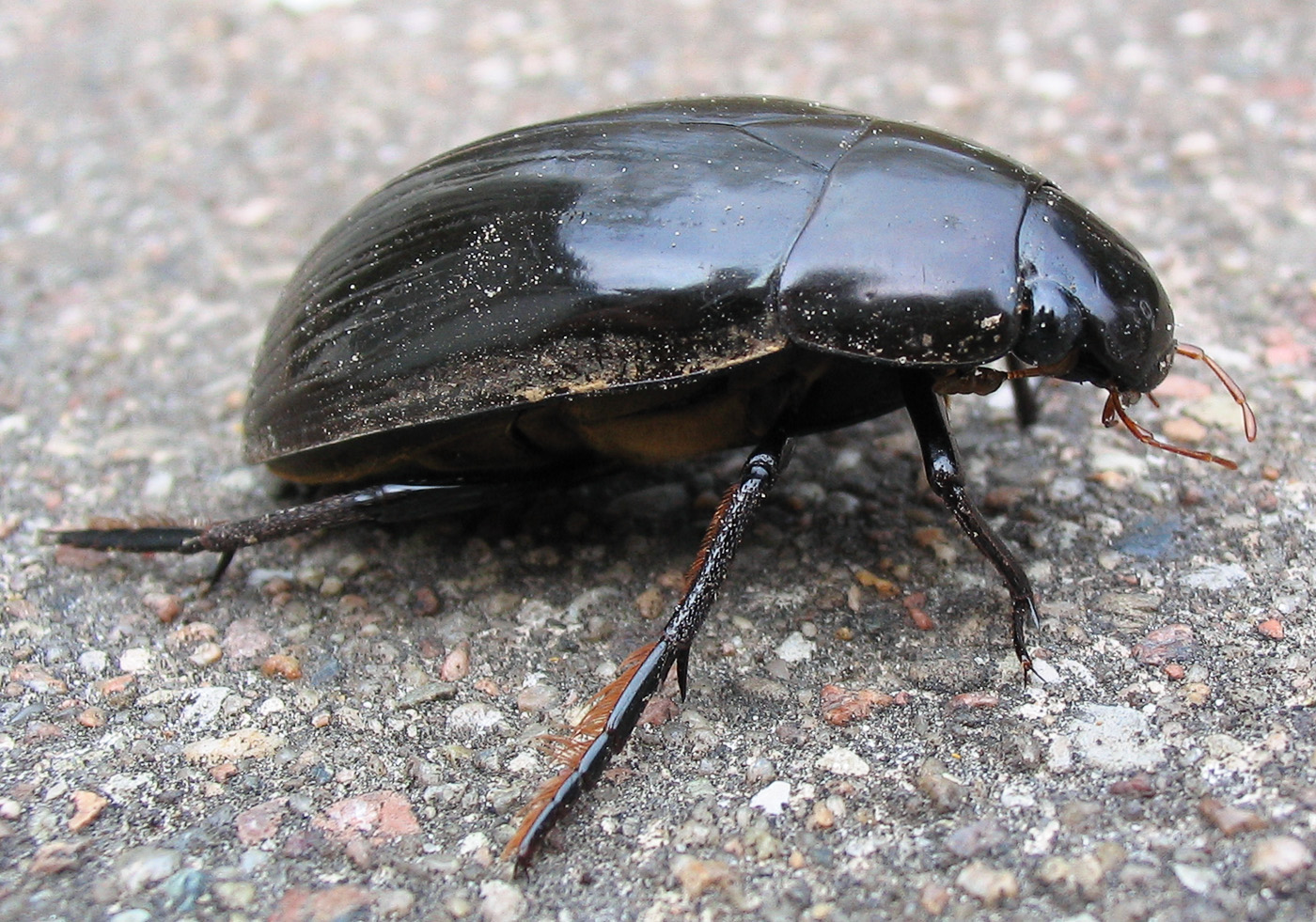
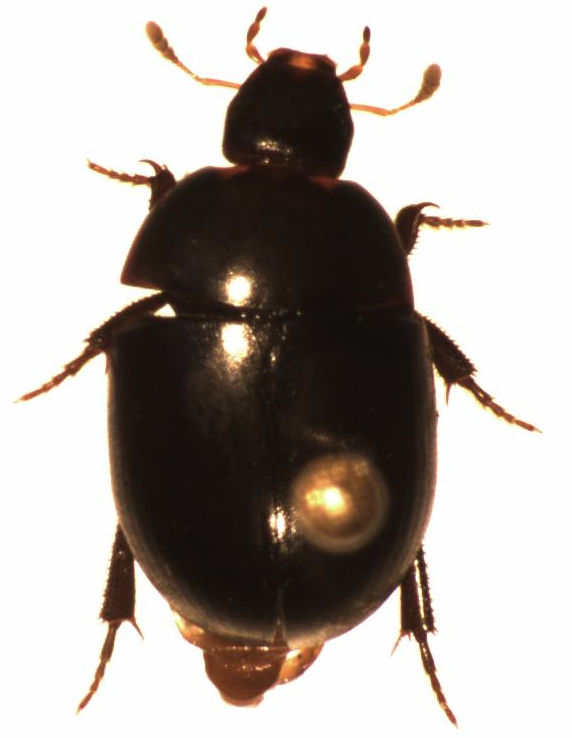
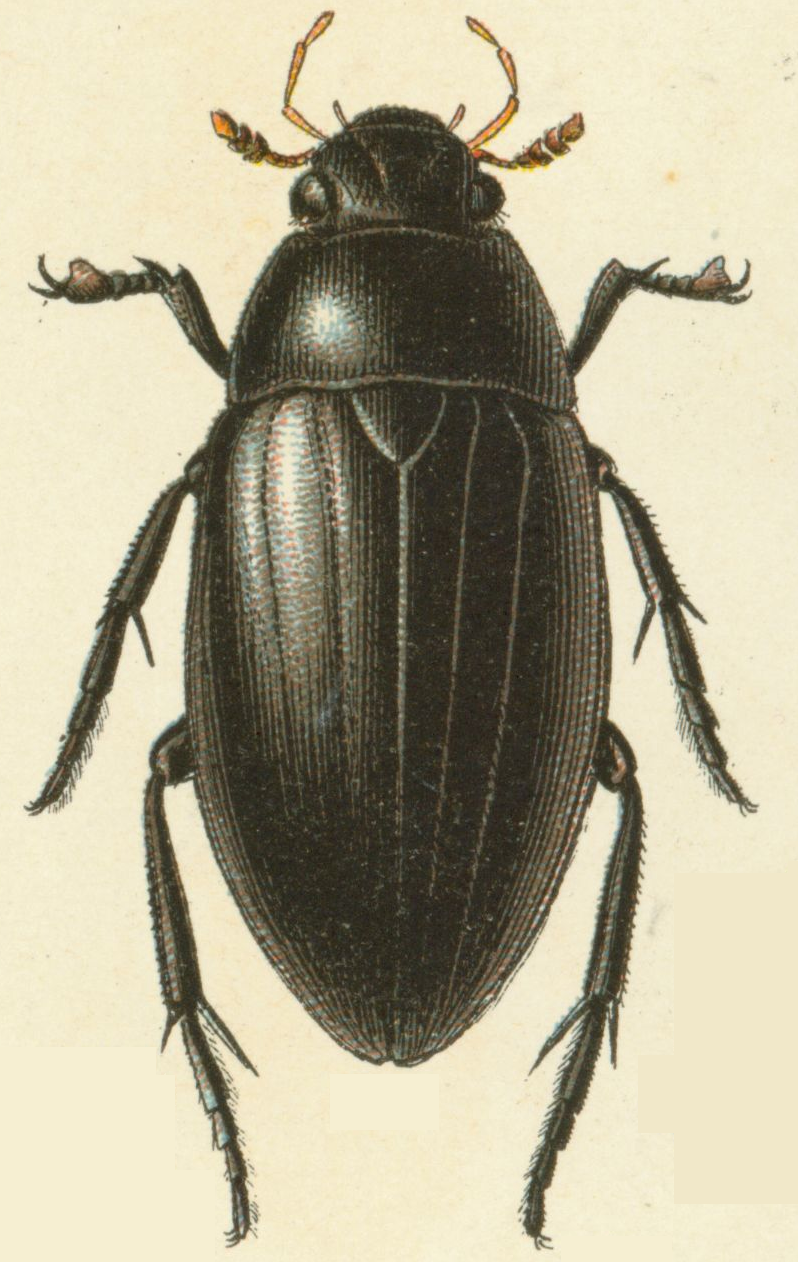

## Một số loài
- Hydrochara caraboides